# Gonzalo de Aguilera Munro
Gonzalo de Aguilera Munro (Madrid, 26 de desembre de 1886, – 15 de maig de 1965) va ser lloctinent-coronel, 11è Conde de Alba de Yeltes, terratinent salmantí, aristòcrata espanyol i agent militar que va servir amb la facció rebel de l'Exèrcit espanyol durant la Guerra Civil espanyola. Va servir com l'agent de premsa del general Emilio Mola i de Francisco Franco.

## Biografia
El seu pare era el lloctinent-coronel Agustín Aguilera y Gamboa, 10è comte de Alba de Yeltes. La seva mare, Mary Monro, era escocesa. Va ser educat a Anglaterra, primer a la Universitat de Wimbledon a la de Stonyhurst, un centre públic jesuïta a Lancashire on el seu pare ja havia estat alumne.
Va dur a terme moltes atrocitats durant la Guerra Civil espanyola. A l'esclat de la guerra, segons el seu propi relat, va alinear els soldats en la seva propietat i va disparar a sis d'ells com a lliçó als altres.
Com a agent de premsa de la facció rebel durant la Guerra Civil espanyola, treballà amb els corresponsals de guerra que cobrien el conflicte, incloent-hi Sefton Delmer, Arnold Lunn i Hubert Renfro Knickerbocker.
Després de la guerra, va trencar les seves relacions amb el règim franquista en posar de manifest davant del dictador que ell havia lluitat per la monarquia i esperava el retorn del rei. Era amic personal de l'Alfons XIII.
Retirat a la seva finca, anys després, Gonzalo de Aguilera patí episodis d'inestablilitat mental. El divendres, 26 d'agost de 1964, matà a trets dos dels seus fills a la mansió familiar prop de Salamanca.: :527  A conseqüència d'això va ser internat en un asil a Salamanca, on va morir l'any següent sense haver sigut jutjat.: :527–528 

## Declaracions
Entre algunes declaracions a periodistes estrangers durant la guerra civil destaca el relat a un periodista americà:
"Tots els nostres mals vénen de les clavegueres. Les masses d'aquest país no són com els seus americans, ni com els anglesos. Són esclaus. No serveixen per a res, tret de fer d'esclaus. Però nosaltres, les persones decents, vam cometre l'error de donar-los cases noves a les ciutats on teníem les nostres fàbriques. En aquestes ciutats vam construir clavegueres, i les vam fer arribar fins als barris obrers. No contents amb l'obra de Déu, hem interferit en la seva voluntat. El resultat és que el ramat d'esclaus creix sense parar. Si no tinguéssim clavegueres a Madrid, Barcelona i Bilbao, tots aquests líders vermells haurien mort de nens, en comptes d'excitar el populatxo i fer que s'aboqui la sang dels bons espanyols. El control de natalitat perfecte per a Espanya és el que Déu ens va voler donar. Les clavegueres són un luxe que cal reservar als que les mereixen, els dirigents d'Espanya, no el ramat d'esclaus"
Entrevista del capità Aguilera amb l'escriptor i soldat britànic Peter Kemp:
"El gran error que han comès els franquistes en començar la Guerra Civil espanyola ha estat no afusellar d'entrada tots els netejabotes. Un individu que s'agenolla al cafè o al mig del carrer a netejar-te les sabates està predestinat a ser comunista. Aleshores ¿per què no matar-lo d'una vegada i alliberar-se d'aquesta amenaça?"
Declaracions al periodista americà John T. Whitaker:
"Hem de matar, matar; sap vostè? Són com animals, sap?, i no cal esperar que es lliuren del virus del bolxevisme. Al cap i a la fi, rates i polls són els portadors de la pesta. Ara espero que comprengui vostè què és el que entenem per regeneració d'Espanya... El nostre programa consisteix... a exterminar un terç de la població masculina d'Espanya, amb això es netejaria el país i ens desfaríem del proletariat, a més també és convenient des del punt de vista econòmic. No tornarà a haver atur a Espanya, ...se n'adona?."
Declaracions al periodista americà Hubert R. Knickerbocker:
Executarem a cinquanta mil persones a Madrid. I no importa on intentin escapar Azaña i Largo Cavallero i la resta, doncs, encara que hàgim d'estar anys buscant-los pel món sencer, els atraparem i matarem a tots i cadascun d'ells... Del que no t'adones és que qualsevol demòcrata estúpid, o com vulguin dir-se, es presta a cegues als fins de la revolució vermella. Els demòcrates sou tots serfs del bolxevisme. Hitler és l'únic que sap reconèixer a un vermell quan ho veu... Hem de destruir el plançó d'escoles rojes que l'anomenada república va instal·lar per a ensenyar als esclaus a rebel·lar-se. A les masses els n'hi ha prou amb llegir prou com per a entendre ordres. Hem de restaurar l'autoritat de l'Església. Els esclaus la necessiten perquè els ensenyi a comportar-se... És deplorable que les dones votin. Ningú hauria de votar, i molt menys les dones... En el nostre estat, la gent tindrà llibertat per a callar-se la boca.